# نتريد النيوبيوم
نتريد النيوبيوم هو مركب كيميائي لاعضوي صيغته NbN، ويوجد على هيئة صلب بلوري رمادي.

## التحضير
يحضر هذا المركب من التفاعل بين عنصر النيوبيوم مع غاز النتروجين مرتفع النقاوة أو الأمونيا أو خليط منهما عند درجات حرارة مرتفعة، وبمعزل عن الهواء والرطوبة.

## الخواص
يوجد المركب في الشروط القياسية على هيئة مسحوق بلوري رمادي، وهو غير قابل للانحلال في الماء؛ ولكنه بالمقابل ينحل في الأحماض المعدنية من حمض الهيدروكلوريك وحمض الكبريتيك وحمض النتريك.
يتميز المركب بأن له خواص موصلية فائقة عند درجة حرارة انتقالية حرجة مقدارها 16.5 كلفن.

## الاستخدامات
يدخل نتريد النيوبيوم في تركيب مكاشيف الأشعة تحت الحمراء.